# Simplé
Simplé é uma comuna francesa na região administrativa da Pays de la Loire, no departamento de Mayenne. Estende-se por uma área de 9,1 km². Em 2010 a comuna tinha 435 habitantes (densidade: 47,8 hab./km²).